# Crocidium immaculatum
Crocidium immaculatum är en tvåvingeart som beskrevs av Mario Bezzi 1922. Crocidium immaculatum ingår i släktet Crocidium och familjen svävflugor. Inga underarter finns listade i Catalogue of Life.